# صهريج تحت العنكبوتية
الصَّهاريجُ تَحْتَ العَنْكَبوتِيَّة (باللاتينية: cisterna subarachnoideum) هي مساحات تتكون من فتحات في الفضاء تحت العنكبوتية، وهو فضاء تشريحي في سحايا بالدماغ. يفصل الحيز بين اثنين من السحايا، الأم العنكبوتية والأم الحنون. تمتلئ هذه الصهاريج بالسائل الدماغي الشوكي.